# Effet Hall thermique
En physique de l'état solide, l’effet Hall thermique, également connu sous le nom d’effet Righi–Leduc, du nom de ses découvreurs indépendants Augusto Righi et Anatole Leduc, est l’analogue thermique de l’effet Hall. Lorsqu’un gradient de température est appliqué à un solide, cet effet décrit l’apparition d’un gradient thermique orthogonal lorsqu’un champ magnétique est présent.
Dans les conducteurs, une part importante du courant thermique est portée par les électrons. L’effet Righi–Leduc décrit alors l’écoulement de chaleur induit par un gradient de température perpendiculaire, et inversement[pas clair]. L’effet Maggi–Righi–Leduc, du nom de Gian Antonio Maggi, désigne les variations de la conductivité thermique d’un conducteur placé dans un champ magnétique.
Un effet Hall thermique a également été observé dans des isolants paramagnétiques ; il est alors appelé effet Hall des phonons. Dans ce cas, il n'y a aucun courant de charge dans le solide, donc le champ magnétique ne peut pas exercer de force de Lorentz. L’effet Hall des phonons a été mesuré dans diverses classes de solides isolants non magnétiques,,,, mais le mécanisme exact à l’origine de ce phénomène reste largement inconnu. Un effet Hall thermique analogue pour des particules neutres existe dans les gaz polyatomiques et est connu sous le nom d’effet Senftleben-Beenakker.
Les mesures de la conductivité thermique Hall permettent de distinguer les contributions électroniques et réticulaires à la conductivité thermique totale. Ces mesures sont particulièrement utiles dans l’étude des supraconducteurs.

## Description
L’effet Righi–Leduc est un analogue thermique de l’effet Hall. Dans l’effet Hall, une tension électrique appliquée génère un courant électrique. Les porteurs de charge mobiles (généralement des électrons) sont déviés transversalement par le champ magnétique en raison de la force de Lorentz. Dans l’effet Righi–Leduc, c’est la différence de température qui fait circuler les porteurs de charge mobile de l’extrémité chaude vers l’extrémité froide. Là encore, la force de Lorentz provoque une déviation transversale, ce qui conduit à un échauffement relatif d’un côté par rapport à l’autre, du fait du transport de chaleur par les électrons.
Étant donné un conducteur ou un semi-conducteur avec un gradient de température dans la direction {\displaystyle x} et un champ magnétique {\displaystyle B} perpendiculaire à celui-ci dans la direction {\displaystyle z}, alors un gradient de température peut se produire dans la direction transversale {\displaystyle y}, donnée par
{\displaystyle {\frac {\partial T}{\partial y}}=R_{\mathrm {TH} }B{\frac {\partial T}{\partial x}}}
Le coefficient thermique Hall {\displaystyle R_{\mathrm {TH} }} (parfois appelé coefficient Righi–Leduc) dépend du matériau et s’exprime en tesla−1. Il est lié au coefficient Hall électrique {\displaystyle R_{\mathrm {H} }} par la conductivité électrique {\displaystyle \sigma } selon la relation :
{\displaystyle R_{\mathrm {TH} }=\sigma R_{\mathrm {H} }}.